# Maschinengewehr 42
Das Maschinengewehr 42 (MG 42) ist ein Maschinengewehr im Kaliber 7,92 × 57 mm, das von der deutschen Wehrmacht im Zweiten Weltkrieg eingesetzt wurde.
Die Waffe wurde am 11. Oktober 1943 offiziell eingeführt, nachdem das Heereswaffenamt einen Nachfolger für das MG 34 suchte, dessen Produktion aufwendig und kostenintensiv war. Die für eine Massenfertigung im Blechprägeverfahren ausgelegte Neuentwicklung MG 42 wurde so konstruiert, dass sie problemlos von den mit der Vorgängerwaffe vertrauten Mannschaften eingesetzt werden konnte. Das MG 34/41 – eine verbesserte und vereinfachte Version des MG 34 – gelangte dagegen nicht zur Serienfertigung.

## Geschichte
Die Konstruktion des MG 42 stammt von Werner Gruner, der als Techniker bei der Metall- und Lackwarenfabrik Johannes Großfuß bei Döbeln in Sachsen arbeitete. Gruner war kein Waffenfachmann, sondern ein Spezialist für Serienfertigung, besonders im Blechprägeverfahren. Dabei wurde er vermutlich von Spezialisten für das Verschlusssystem unterstützt. Wer den Rollenverschluss des MG 42 konstruierte und ob diese Konstruktion von anderen Verriegelungsarten abgeleitet wurde, ist unbekannt.

### Fertigungstechnik
Das MG wurde im Wesentlichen aus Stanz- und Umformteilen hergestellt. Nur die wichtigsten Teile wurden aufwendig aus massivem Stahl gefräst. So konnte die Waffe schnell, preiswert und in großen Mengen produziert werden. Die etwas primitiv und unsauber aussehende Verschweißung der Teile ließ die Alliierten, die erste Exemplare in Nordafrika erbeuteten, anfangs glauben, dass Deutschland Probleme bei der Herstellung von Infanteriewaffen habe. Das MG 42 stellte jedoch insofern einen Meilenstein in der Waffenproduktion dar, als es die erste überwiegend in Blechprägetechnik hergestellte Schusswaffe war. Während der Preis des MG 34 noch bei 310 RM lag (entspricht heute 1.490 Euro), konnte das MG 42 für nur 250 RM (1.200 Euro) produziert werden. Die Fertigungszeit konnte von 150 auf 75 Arbeitsstunden gesenkt werden.

### Eigenschaften

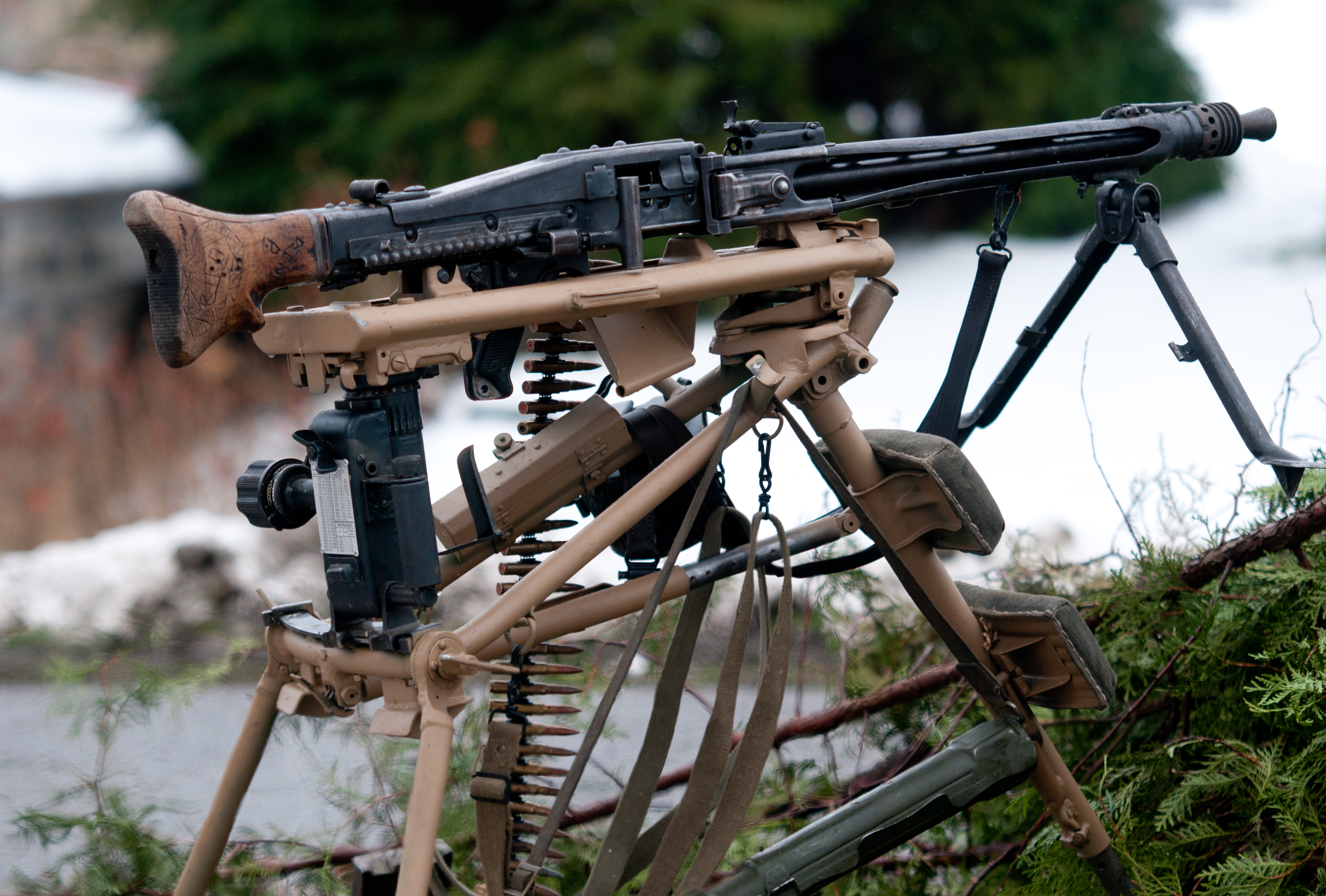
MG 42 lafettiert als schweres MG auf Lafette 42

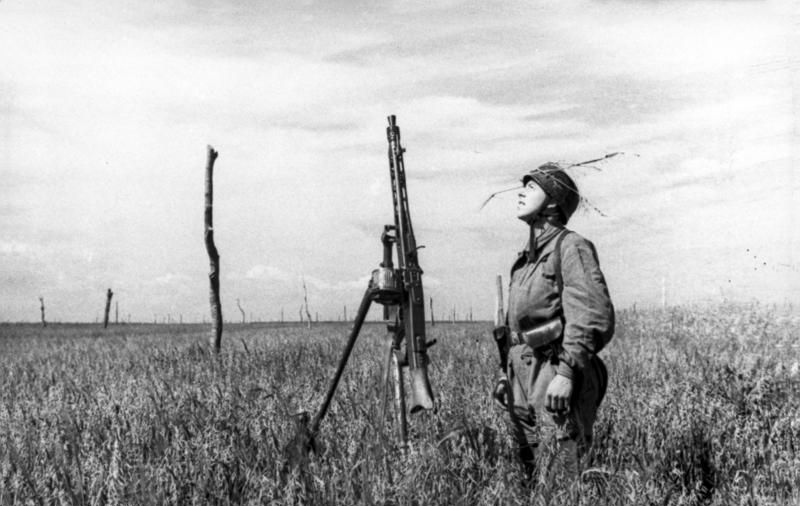
Fallschirmjäger mit MG 42 auf Fliegerdreibein im Hintergrund Rommelspargel, 1944

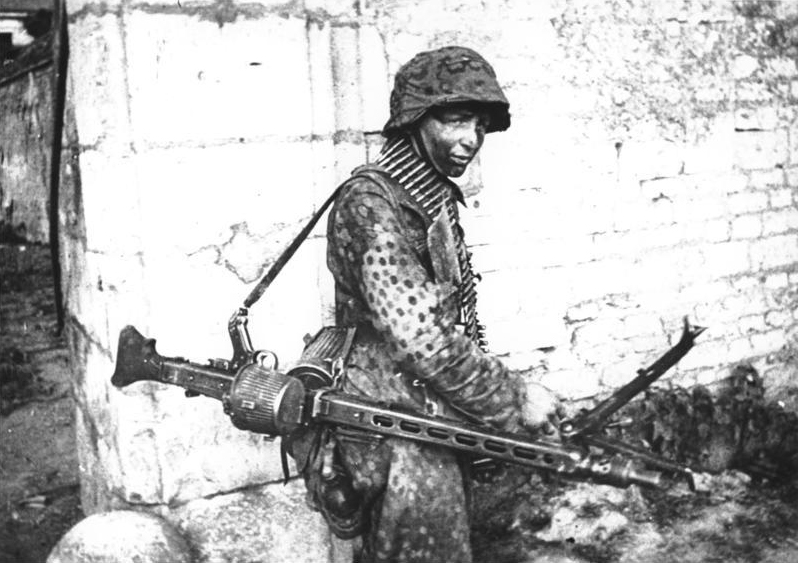
Soldat der Waffen-SS mit MG 42 (1944)

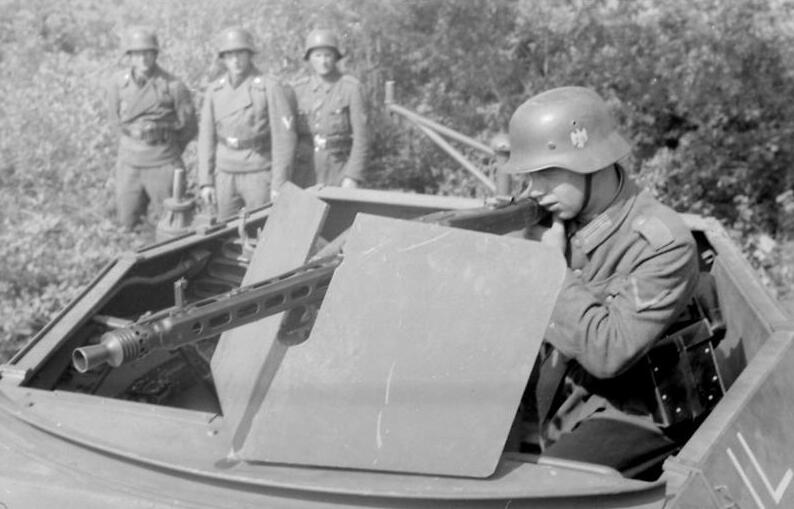
MG 42 auf einem Sd.Kfz. 250 (1942)

Das MG 42 konnte sowohl als leichtes MG auf Zweibein, als schweres MG auf Lafette und zur Fliegerabwehr auf Dreibeinlafette  eingesetzt werden. Es bewies hohe Zuverlässigkeit, auch bei schlechten Witterungsverhältnissen, bei einer dennoch guten Schussgenauigkeit. Als Munition wurde die Gewehrpatrone 7,92 × 57 mm (auch bekannt als 8 × 57 IS) verwendet, die auch für den Wehrmacht-Karabiner Mauser 98k benutzt wurde. Durch eine einfache Klappe an der rechten Seite des Laufmantels konnte der Lauf innerhalb von Sekunden ausgetauscht werden, was wegen der starken Erhitzung bei längerem Feuer notwendig war. So führten die MG-Trupps bis zu fünf Ersatzläufe mit. Die späten Bauserien hatten als wesentliche Verbesserung hartverchromte Läufe und Mechanismen, die den Verschleiß erheblich minderten.
Das MG 42 erreichte eine für Infanteriewaffen hohe Kadenz von 1500 Schuss/min, also 25 Schuss/s. Diese hohe Schussfolge prädestinierte die Waffe auch für die Flugabwehr; bisweilen wurde der hohe Munitionsverbrauch auch kritisiert, wenngleich die Wirksamkeit hoch war.

### Spitznamen
Das MG 42 war akustisch durch das Rattern seiner Feuerstöße zu erkennen, da die Geräusche der einzelnen Schüsse ineinander übergingen. Es wurde daher auch „elektrisches MG“ genannt. Bei den Westalliierten, vor allem bei den Briten, wurde das MG 42 wie auch das MG 34 „Spandau“ genannt. Dies ging vermutlich auf die MG 08 des Ersten Weltkriegs zurück, auf deren Typenschildern der Schriftzug „Spandau“ stand, wenn diese in der Gewehrfabrik Spandau hergestellt worden waren. Das MG 42 wurde allerdings nicht in der ehemals preußischen Gewehrfabrik Spandau bei Berlin hergestellt. Die deutschen Soldaten gaben dem MG 42 Spitznamen wie „Hitlersäge“, „Singende Säge“ oder auch „Knochensäge“. Öfter ist auch die Bezeichnung „Hitlersense“ zu finden, die sich aufgrund der Ähnlichkeiten zwischen der angewendeten Schusstechnik der MG-Schützen und der schwingenden Bewegung des Erntewerkzeuges bei seiner Benutzung ergibt. Weiterhin kursierte in Anlehnung an die „Stalinorgel“ auch der Begriff „Hitlergeige“. Unter der amerikanischen Bevölkerung ist der Begriff „Hitler's Buzzsaw“ für das MG 42 heute noch bekannt.

### Weiterentwicklungen

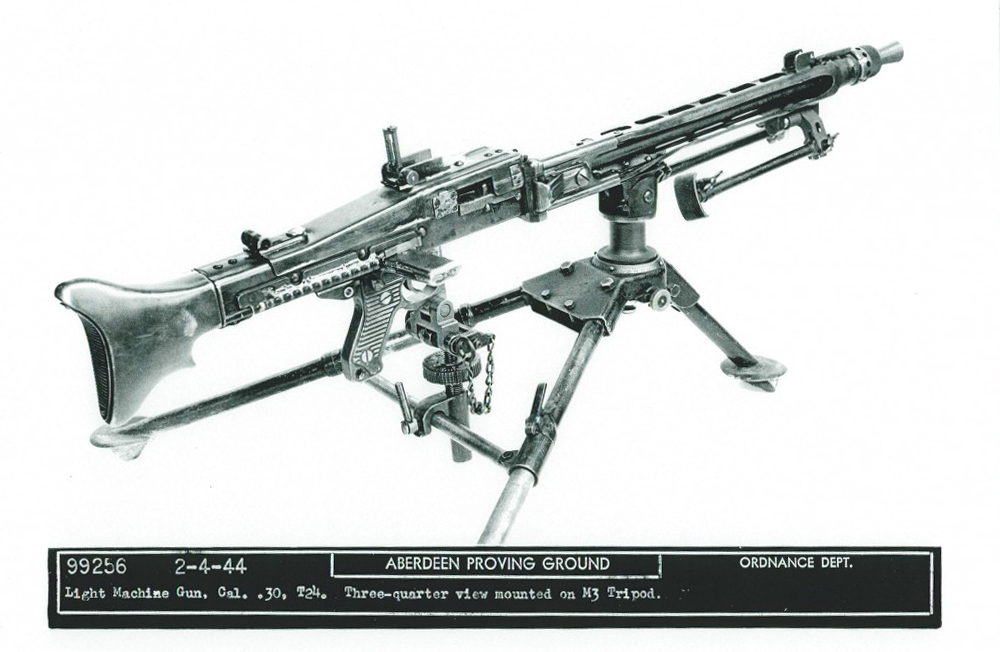
Maschinengewehr-Prototyp T24 auf Dreibein (1944)

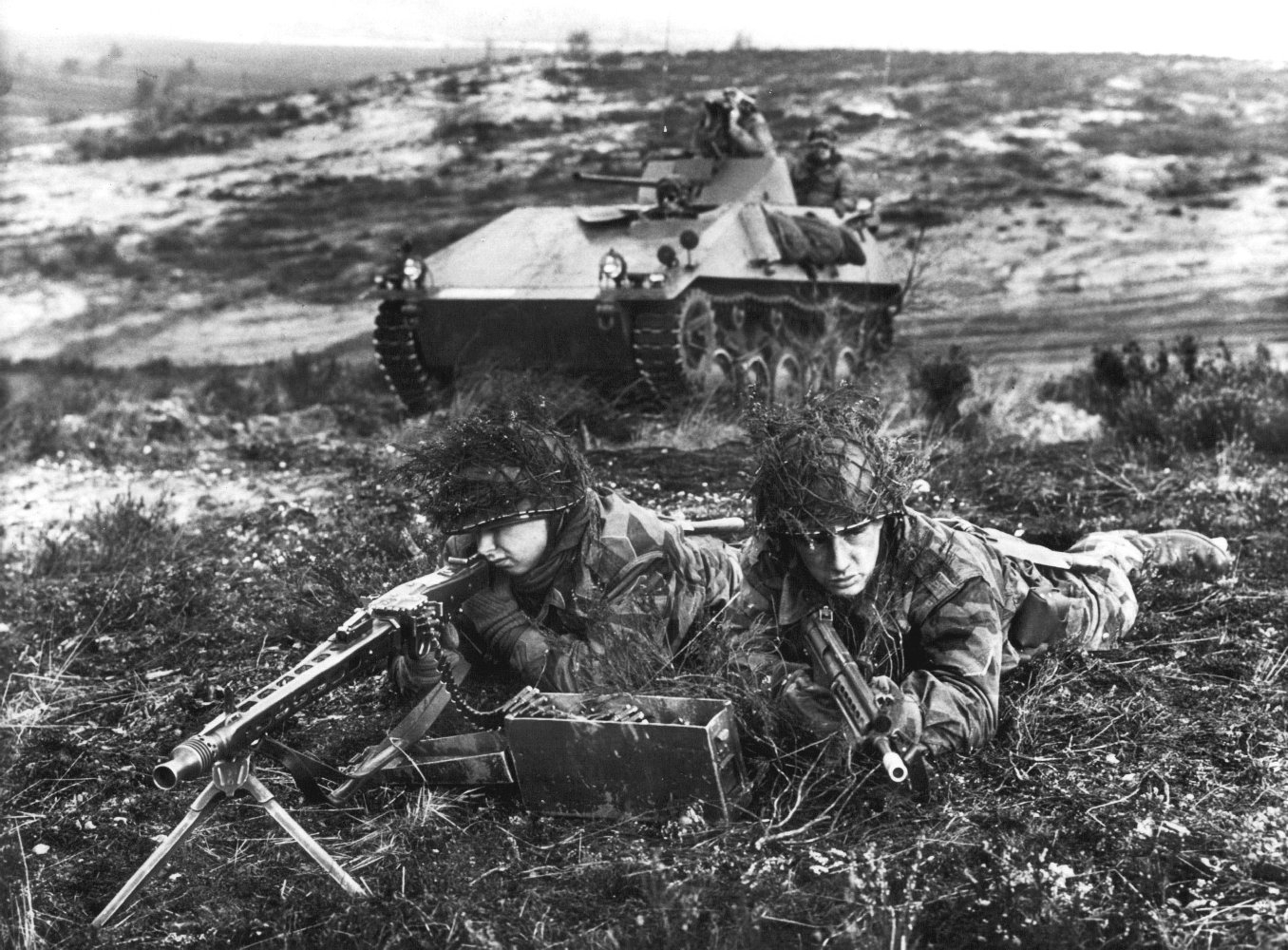
Bundeswehrsoldaten mit MG1 (1960)

Das MG 42 wurde auch an im Zweiten Weltkrieg mit dem Deutschen Reich verbündete Staaten wie Finnland, Sozialrepublik Italien, Slowakei sowie Ungarn geliefert. Gegen Ende des Krieges wurde das Nachfolgemodell MG 45 in sehr geringer Stückzahl (≈ 10 Stück) als Prototyp hergestellt. Dieses Modell erhielt einen beweglich abgestützten Rollenverschluss (massenübersetzter Verschluss) und einen feststehenden Lauf ähnlich dem des G3 sowie des HK21E.
Das Maschinengewehr wurde als ausgereifte Waffe nach dem Krieg mit nur wenigen Veränderungen ab 1951 beim Bundesgrenzschutz, in der Bundeswehr als MG1 (Neubauten angepasst an 7,62×51-mm-NATO-Munition, ab 1956) bzw. MG2 (nach Umrüstung auf die NATO-Standard-Patrone 7,62 × 51 mm, ab 1965) eingeführt. Im Jahre 1969 wurde das MG 42 nochmals grundlegend überarbeitet und als MG3 bei der Bundeswehr eingeführt. Bis Mitte der 1970er-Jahre waren auch Einheiten der Bereitschaftspolizei damit ausgerüstet. Lediglich Details an Verschluss, Lauf, Gehäuse, Staubschutzdeckel, Zweibein, Rückstoßverstärker sowie das Kaliber der Waffe wurden geändert. In Westdeutschland und Österreich wurden Altbestände des MG 42 auf die NATO-Patrone 7,62 × 51 mm umgerüstet (Lauf, Deckel, Gurtdeckel und Rückholfeder) und weiterhin als MG 42 bezeichnet. Wichtigste Änderung war ein schwererer Verschluss sowie der Einbau einer Verschlussbremse, durch den die theoretische Kadenz auf 1200 Schuss pro Minute gesenkt wurde, um Laufverschleiß und Munitionsverbrauch zu verringern.
Auch zahlreiche andere Armeen verwenden diesen Typ, beispielsweise Italien (MG 42/59), Österreich (MG 42/59 und später MG 74) und Pakistan (MG 3). Auch das in der Schweiz eingeführte Mg 51 war eine an die Anforderungen der Schweizer Armee angepasste Variante des MG 42. Die Stützrollen wurden durch Stützklappen ersetzt und die Kadenz war auf 1000 Schuss/min begrenzt. In Jugoslawien wurde das M42/M53 entwickelt, genannt šarac (Schecke).
Nach dem Zweiten Weltkrieg übernahm die US-Armee den Zuführmechanismus des MG 42 weitgehend für ihr Maschinengewehr M60. Bereits während des Krieges hatte man mit dem T24 erfolglos versucht, das MG42 auf das Kaliber .30-06 umzustellen.

## Aufbau
Das MG besteht aus folgenden Baugruppen:
1. Gehäuse
2. Bodenstück mit Puffer, Schließfeder und Schulterstütze
3. Deckel mit Gurtzuführeroberteil
4. Rohr (Lauf)
5. Verschluss (auch Schloss genannt)
6. Rückstoßverstärker
7. Rohrführungshülse
8. Griffstück mit Abzugvorrichtung
9. Zweibein

1. Das Gehäuse nimmt Lauf und Verschluss auf, dient zur Führung von Lauf und Verschluss, schützt das Innere der Waffe gegen Beschädigung und Verschmutzung und verbindet alle Teile zu einem Ganzen. Es ist aus stabilem Stahlblech in Prägetechnik kalt gepresst. Die Oberfläche ist durch Brünierung vor Korrosion und Verzunderung geschützt. Der vordere Gehäuseteil, der den Lauf umfasst, ist zur besseren Wärmeabfuhr mit Durchbrüchen versehen. In das vordere Ende ist eine Buchse zur Laufführung mit Gewinde für den Rückstoßverstärker eingepresst. In das hintere Ende wird das Bodenstück eingesetzt. An der Oberseite befindet sich eine Nut für die Aufnahme des Rollenbolzens und eine Öffnung zur Patronenzuführung. Die Unterseite besitzt eine Öffnung für die Abzugvorrichtung und ein Auswurffenster zum Hülsenauswurf. Das Auswurffenster kann durch einen federnden Staubschutzdeckel verschlossen werden. An der rechten Seite ist die Rohrwechselklappe angebracht, durch die das hintere Laufende seitlich ausgeschwenkt und der Lauf nach hinten aus dem Gehäuse gezogen werden kann. Im Inneren des Gehäuses sind die beiden Führungsschienen und das Kurvenstück angenietet. Am Gehäuse sind ein Schiebevisier von 200 bis 2000 Meter, je hundert Meter steigend, und ein abklappbares Flugabwehr-Visier angebracht.
2. Das Bodenstück verschließt das Gehäuse nach hinten und nimmt den Verschlusspuffer auf. Der Verschlusspuffer dient zum Abbremsen des Verschlusses und wird als Widerlager von Schließfeder und Auswerferbuchse benutzt. Auf das Bajonettgewinde des Bodenstückes ist die Schulterstütze aufgeschraubt.
3. Der Deckel schließt die Waffe nach oben ab und nimmt das Gurtzuführeroberteil mit den Schaltorganen (Transporthebel, Verbindungshebel und Gurtschieber) zur Zuführung des Patronengurtes auf. Er ist nach vorn oben um einen Deckelbolzen abklappbar. Unter dem Deckel liegt das Zuführerunterteil, das den Patronengurt führt und die zuzuführende Patrone mittels eines Anschlags ausrichtet.
4. Das Rohr dient zur Führung des Geschosses. Im Patronenlager wird die Patrone gezündet und während des Druckaufbaues abgestützt. Der gezogene Teil besitzt vier schraubenförmige Nuten, die in der Waffentechnik Züge genannt werden. Die Züge bewirken eine schnelle Rotation des Geschosses um seine Längsachse. Durch diesen Drall wird das Geschoss auf seiner Flugbahn ähnlich einem Kreisel stabilisiert. Auf das hintere Laufende ist ein Gewinde geschnitten. Es dient zum Aufschrauben des Verriegelungsstückes. Das vordere Ende besitzt einen Bund zur Laufführung.
5. Der Verschluss ist ein Stützrollenverschluss. Er besteht im Wesentlichen aus zwei Teilen, dem Verschlussgehäuse und dem Verschlusskopf. Am Verschlusskopf befinden sich die beiden Verriegelungsrollen und der Auszieher. Die verschiebbare Auswerferhülse und der Transportbolzen sind am Verschlussgehäuse befestigt. Schlagbolzenhalter, Schlagbolzen, Auswerfer und Auswerferstange sind lose eingesetzt. Der Verschluss bewirkt das Ausstoßen der Patrone aus dem Patronengurt, das Einführen der Patrone in das Patronenlager, die Zündung der Patrone, das Ausziehen der Patronenhülse und das Auswerfen der Patronenhülse. Kurz vor der Schussauslösung verriegelt er mit dem Verriegelungsstück und schließt den Lauf nach hinten ab. Außerdem treibt der Verschluss über den Transportbolzen den Zuführmechanismus im Deckel an.
6. Der Rückstoßverstärker bewirkt einen steilen Druckaufbau vor der Laufmündung. Dadurch wird der Rückstoß von Lauf und Verschluss wesentlich verstärkt und eine schnelle und sichere Entriegelung nach dem Schuss gewährleistet. Er besteht aus drei Teilen: eigentlicher Rückstoßverstärker mit Mündungsfeuerdämpfer, Rückstoßdüse und Rohrführungshülse. Der trichterförmige Mündungsfeuerdämpfer bewirkt durch Divergenz, Verwirbelung und schnellere Abkühlung eine erhebliche Abschwächung des Mündungsfeuers.
7. Das pistolenförmige Griffstück nimmt den Abzugmechanismus auf und dient zur leichten Handhabung der Waffe beim Schießen. Es besitzt eine einfache, aber effektive Schiebesicherung. Die Waffe kann normalerweise nur im gespannten Zustand gesichert werden. Eine Einstellung auf Einzelfeuer ist nicht möglich.
8. Das Zweibein dient zur vorderen und mittleren Unterstützung der Waffe. Es kann am Gehäuse zusammengeklappt werden.

## Funktion

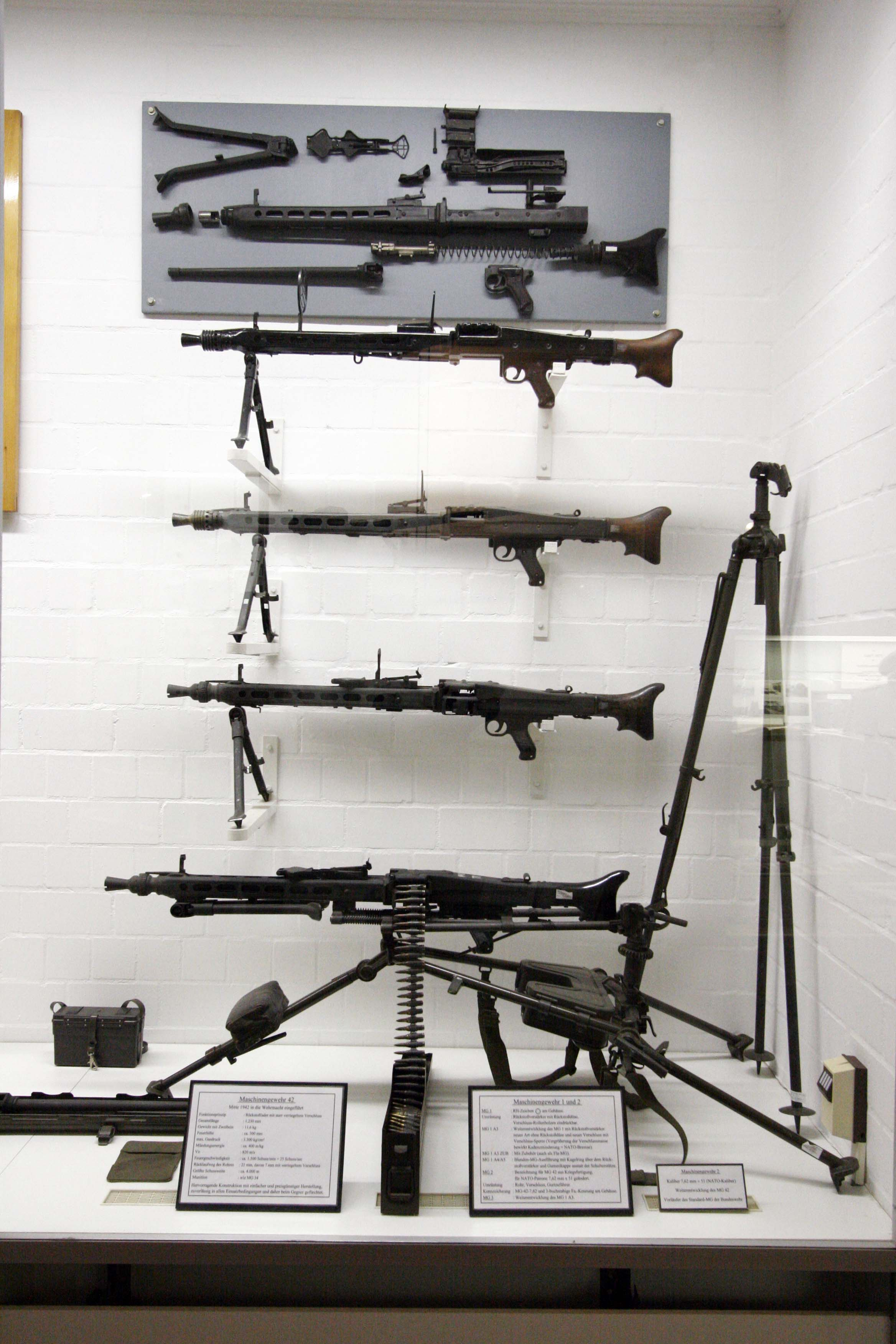
Verschiedene Versionen des MG 42 im Panzermuseum Munster. Rechts hinten Fliegerdreibein, unten lafettiert als sMG

Das MG 42 ist eine offen zuschießende Waffe. Das bedeutet, dass sich vor dem Schuss keine Patrone im Patronenlager befindet und der Verschluss hinten liegt. Die Waffe ist vor dem Betätigen des Abzuges also offen.
Durch das leere Patronenlager entfällt die Gefahr der Selbstentzündung, und die Kühlung des Laufes durch Lufteinströmung wird erleichtert.
Um die Waffe fertigzuladen und feuerbereit zu machen, muss der Schütze den Verschluss mit dem Spannschieber bis zum Anschlag nach hinten ziehen. Dabei wird der Verschluss entriegelt und die Schließfeder gespannt. Sollte der Staubschutzdeckel geschlossen sein, wird er vom zurückfahrenden Verschluss geöffnet. Dann schiebt der Schütze den Spannschieber bis zum Anschlag nach vorn, wobei der Spanngriff einklappt, und sichert, sofern nicht sofort geschossen wird, die Waffe durch Verschieben des Sicherungsbolzens. Die Waffe ist nun gespannt, gesichert und ungeladen. Nach Betätigung des Deckelriegels wird der Deckel geöffnet und der Patronengurt so eingelegt, dass die erste Patrone mit dem Geschoss nach vorn am Anschlag des Zuführerunterteils anliegt. Anschließend wird der Deckel geschlossen. Die Waffe ist fertiggeladen und gesichert. Möchte man sie nur im teilgeladenen Zustand (höhere Sicherheit) belassen, kann man den Patronengurt so einlegen, dass die erste Patrone kurz vor dem Patronenanschlag zu liegen kommt. Ein kräftiger Zug am rechten Gurtende nach rechts macht sie dann feuerbereit.
Der fertiggeladene und gesicherte Zustand bedeutet: Die Schließfeder ist gespannt. Der Verschluss wird in rückwärtiger Position vom Abzughebel gehalten, der Abzug steht in vorderer Position, die erste Patrone befindet sich in Zuführstellung, d. h., sie liegt am Patronenanschlag und wird von der Druckplatte im Zuführeroberteil nach unten gedrückt. Die zweite Patrone ist vom äußeren Zubringerhebel erfasst. Der hintere Arm des Abzughebels wird vom Sicherungsbolzen blockiert.
Nach dem Entsichern des MG durch das Verschieben des Sicherungsbolzens ist der Abzughebel nicht mehr blockiert. Durch Zurückziehen des Abzuges über den Druckpunkt hinaus wird der vordere Arm des Abzughebels vom Begrenzungsbolzen nach oben gedrückt. Dabei wird der Abzughebel so gedreht, dass sein hinterer Arm den Verschluss frei gibt. Der Ausrücker rastet den Abzughebel ein und verhindert ein Eintreten in die Verschlussbahn. Dadurch wird der Abzug entlastet.

Der freigegebene Verschluss schnellt unter dem Druck der sich entspannenden Schließfeder nach vorn und stößt mit seinem Ausstoßer (Nase am Verschlusskopf) eine Patrone aus dem Gurt in das Patronenlager des Laufes.

Funktion des MG 42 (die Vorholfeder für den Lauf ist hier nicht dargestellt): Wenn die Patrone zündet, sind Verschluss und Lauf fest miteinander verbunden. Anschließend gleiten beide gemeinsam zurück, bis die Rollen eingedrückt werden und damit der Verschluss entriegelt wird. Dadurch wird der Verschluss erst dann geöffnet, nachdem das Geschoss den Lauf verlassen hat und der Gasdruck ausreichend abgesunken ist.

Solange sich der Verschlusskopf vor dem Verriegelungsstück befindet, liegen die Verriegelungsrollen an der rechten und linken Gleitschiene an. Mit dem Eintritt des Verschlusskopfes in das Verriegelungsstück müssen die Verriegelungsrollen den eingefrästen Verriegelungskurven im Verriegelungsstück folgen. Die Verriegelungsrollen treten nach außen und setzen sich schließlich vor die Verriegelungsansätze des Verriegelungsstückes. Der keilförmige Schlagbolzenhalter wird vom Verschlussgehäuse nach vorn gestoßen, drückt die Verriegelungsrollen vollends nach außen und blockiert sie. Dadurch wird ein Zurückprallen des Verschlusses weitgehend verhindert.

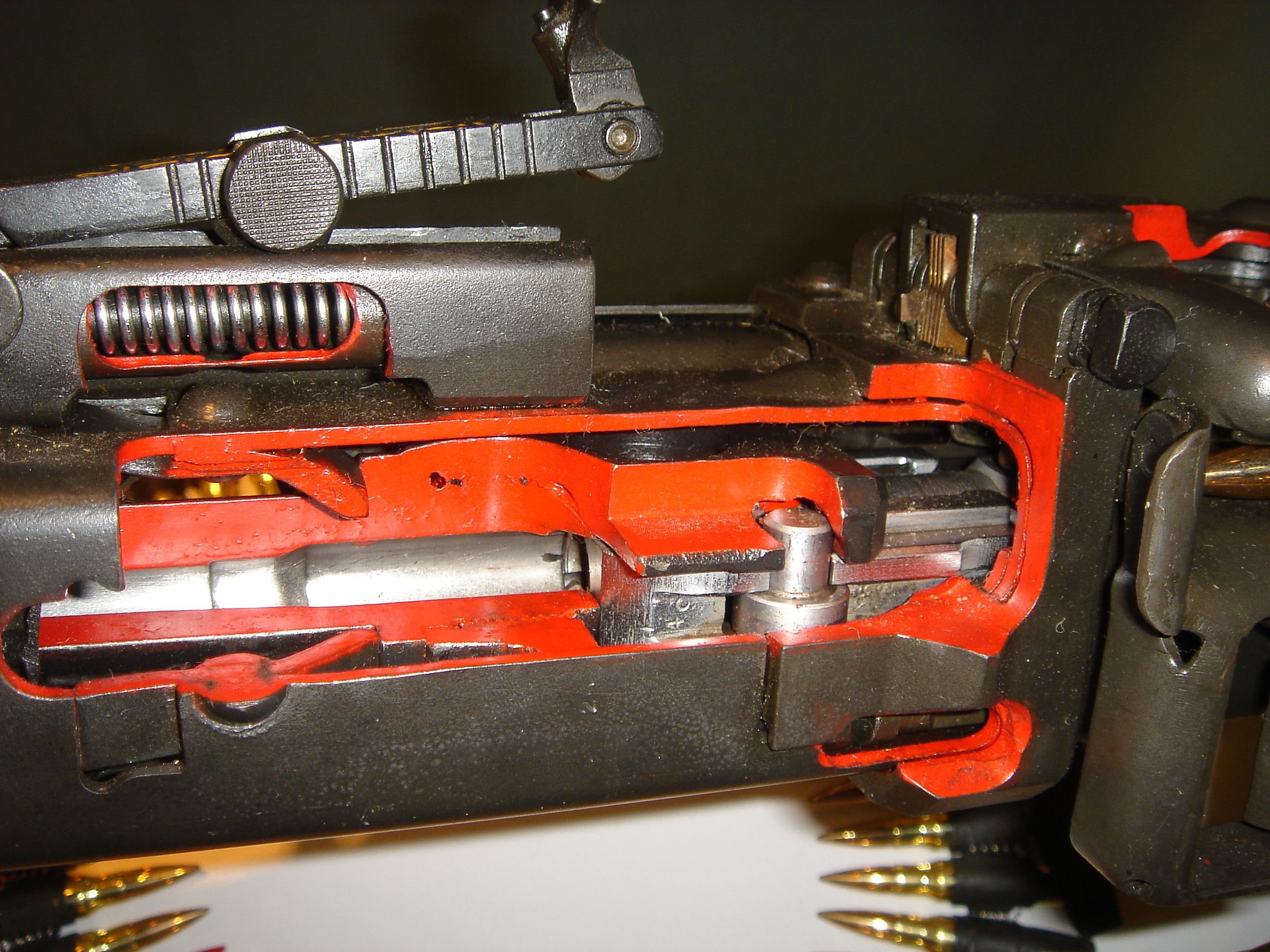
MG 42/MG 3 in geschlossener Verschlussstellung

Erst wenn der Verschluss völlig verriegelt ist und die Patrone ganz in das Patronenlager eingeführt wurde, trifft der Schlagbolzen im Schlagbolzenhalter auf das Zündhütchen der Patrone. Die Treibladung in der Patrone wird gezündet, der Schuss bricht. Das Geschoss wird von den hochgespannten Pulvergasen durch den Lauf getrieben und erhält durch Einschneiden in die Züge seinen Drall. Der Verschluss bleibt solange verriegelt, bis das Geschoss das Rohr verlässt und der Gasdruck auf ein erträgliches Maß gesunken ist.
Der Verschluss besitzt durch seine Verriegelung und durch seine Masse mit dem anschließenden Lauf ein gewisses Beharrungsvermögen. Außerdem drückt die Schließfeder leicht gegen den Verschluss.
Nachdem das Geschoss aus der Laufmündung ausgetreten ist, passiert es das Loch in der Rückstoßdüse. Durch den Geschossdurchtritt wird diese für kurze Zeit verschlossen. Dadurch kommt es zu einem steilen Druckanstieg im Rückstoßverstärker infolge Stauung nachströmender Pulvergase. Der sich aufbauende Gasdruck wirkt auf die Stirnfläche der Laufführungshülse und schiebt sie samt Lauf und Verschluss gegen die Schließfeder nach hinten. Die zurücklaufende Laufführungshülse gibt schließlich die Ausströmschlitze am Rückstoßverstärker frei, so dass die restlichen Pulvergase dort entweichen können.
Die Gasdüse mit Rückstoßverstärker wirkt so als Gaszylinder und die Rohrführungshülse als Gaskolben. Diese Kolbenwirkung bewirkt neben dem Rückstoßimpuls die Entriegelung des Verschlusses. Zunächst jedoch laufen Lauf und Verschluss für etwa acht Millimeter gemeinsam zurück, bis die Verriegelungsrollen auf die Entriegelungskurven im Kurvenstück treffen. Die Verriegelungsrollen werden nach innen gesteuert, und der Schlagbolzenhalter mit Schlagbolzen wird zurückgeschoben. Dadurch wird der Verschluss entriegelt, da die Verriegelungsrollen aus dem Verriegelungsstück austreten. Verschluss und Lauf trennen sich. Der zurückgleitende Lauf spannt die Vorholfeder, welche den Lauf wieder in die vordere Endlage schiebt.
Der Verschluss läuft durch sein Beharrungsvermögen (Massenträgheit) gegen den Druck der Schließfeder weiter zurück und zieht mit dem Auszieher die leere Patronenhülse aus dem Patronenlager. Dabei wird die Schließfeder gespannt, bis der Verschluss hinten am Verschlusspuffer anschlägt. Dieser absorbiert einen wesentlichen Teil der Rücklaufenergie des Verschlusses.
Der Verschlusspuffer stößt außerdem die Auswerferbuchse nach vorn, die ihrerseits über die Auswerferstange den Auswerfer im Verschlusskopf nach vorn stößt. Dadurch wird die Patronenhülse schnell um den Auszieher gekippt und nach unten durch das Auswurffenster des Gehäuses ausgeworfen. Anschließend schnellt der Verschluss unter dem Druck der Schließfeder wieder nach vorn. Der beschriebene Vorgang wiederholt sich solange, bis der Abzug losgelassen wird oder der Gurt leergeschossen ist. Wird der Abzug losgelassen, schwenkt der vorlaufende Verschluss den Ausrücker nach vorn. Der Ausrücker gibt den Abzughebel frei, der in die Verschlussbahn springt und den Verschluss abfängt.
Gurtzuführung
Der Transportbolzen läuft mit seiner Transportrolle im Transporthebel (U-Profil-Schiene) mit leicht S-förmigem Verlauf. Da er fest mit dem Verschlussgehäuse verbunden ist, kann dieser nur eine geradlinige Bewegung ausführen. Der Transporthebel macht jedoch mit Beginn des letzten Drittels einen Rechtsknick, wodurch die Transportrolle den Transporthebel beim Verschlussvorlauf nach links schwenkt. Der nach links gehende Transporthebel schiebt über den Verbindungshebel den äußeren Zubringerhebel des Gurtschiebers soweit nach rechts, bis die zweite Patrone vom inneren Zubringerhebel erfasst wurde (erster Halbschritt). Beim Verschlussrücklauf wird der Transporthebel zwangsläufig wieder nach rechts geschwenkt. Dadurch bewegt sich der innere Zubringerhebel ebenfalls nach rechts, bis die zweite Patrone am Anschlag des Zuführerunterteils liegt (zweiter Halbschritt). Die zweite Patrone wird daraufhin vom Ausstoßer des vorlaufenden Verschlusskopfes aus der Tasche des Gurtes gestoßen. Die Druckplatte im Zuführeroberteil lenkt die Patrone nach unten, so dass sie vom Stoßboden erfasst und in das Patronenlager geschoben wird.

## Technische Daten
| Hersteller                                  | Großfuß, MAGET, Mauser Werke, Steyr-Daimler-Puch, Wilhelm-Gustloff-Stiftung                                                                                             |
| Stückzahl im Zweiten Weltkrieg              | 352.000 bis 400.000 |
| Waffensystem                                | luftgekühlter Rückstoßlader mit kurz zurücklaufendem Lauf Rückstoßverstärkung durch Mündungsgasdruck                                                                    |
| Verschlussart                               | Stützrollenverschluss |
| Munitionszuführung                          | Gliedergurte, Zweischritt-Zuführung von links |
| Kaliber                                     | 7,92 × 57 mm (nach dem Zweiten Weltkrieg Änderung zum NATO-Kaliber 7,62 × 51 mm). Der Lauf hatte 7,91-mm-Stempelungen gegenüber solchen von 7,62 mm auf heutigen Läufen |
| Drallart                                    | konstanter Rechtsdrall |
| Anzahl der Züge                             | vier/sechs |
| Dralllänge                                  | 210 mm |
| Länge der Waffe mit Schulterstütze          | 1230 mm |
| Länge des Laufes mit Verriegelungsstück     | 565 mm |
| gezogene Länge                              | 476 mm |
| Visierlänge                                 | 430 mm |
| Visier                                      | offenes Schiebevisier 200–2000 m 100 m steigend |
| Gewicht der Waffe mit Zweibein (ungeladen)  | 11,5 kg |
| Gewicht der Waffe ohne Zweibein (ungeladen) | 10,6 kg |
| Gewicht des Laufes mit Verriegelungsstück   | 1,8 kg |
| Munitionszuführung                          | Gurttrommel (50 Patronen), 50er Gurt (die miteinander verbunden werden konnten), 120er Zerfallgurt, Zweischritt-Zuführung von links                                     |
| Anfangsgeschwindigkeit v0 des Geschosses    | 820 m/s |
| Mündungsenergie E0                          | ca. 4000 J |
| max. mittlerer Gasdruck                     | 3300 bar |
| Rücklaufweg bis zur Entriegelung            | 7 mm |
| Laufrücklaufweg                             | 21 mm |
| Kampfentfernung                             | Zweibein: 800 m Lafette: 3000–3500 m |
| max. Schussweite                            | 4000 m |
| Sicherheitsabstand in Schussrichtung        | 5000 m |
| seitlicher Sicherheitsabstand               | je 1000 m |
| Feuerrate                                   | ca. 1500 Schuss/min {\displaystyle \rightarrow } ca. 25 Schuss/s |
| Lebensdauer des Laufes                      | ca. 3500–4000 Schuss (ca. 8000 Schuss mit hartverchromtem Lauf) |